# Министерство обороны Вьетнама
Министерство обороны Вьетнама (вьет. Bộ Quốc phòng) — министерство в составе правительства Социалистической Республики Вьетнам, управляющее, координирующее и контролирующее военные дела, включая управление всеми военными подразделениями, военизированными формированиями и подобными структурами. Главный офис Министерства обороны расположен в древней цитадели Ханоя. Министерство действует в соответствии с Конституцией Социалистической Республики Вьетнам, а также другими различными законами. Совместно с Центральной военной комиссией Коммунистической партии Вьетнама министерство издаёт газету «Quân Đội Nhân Dân».

## Организация

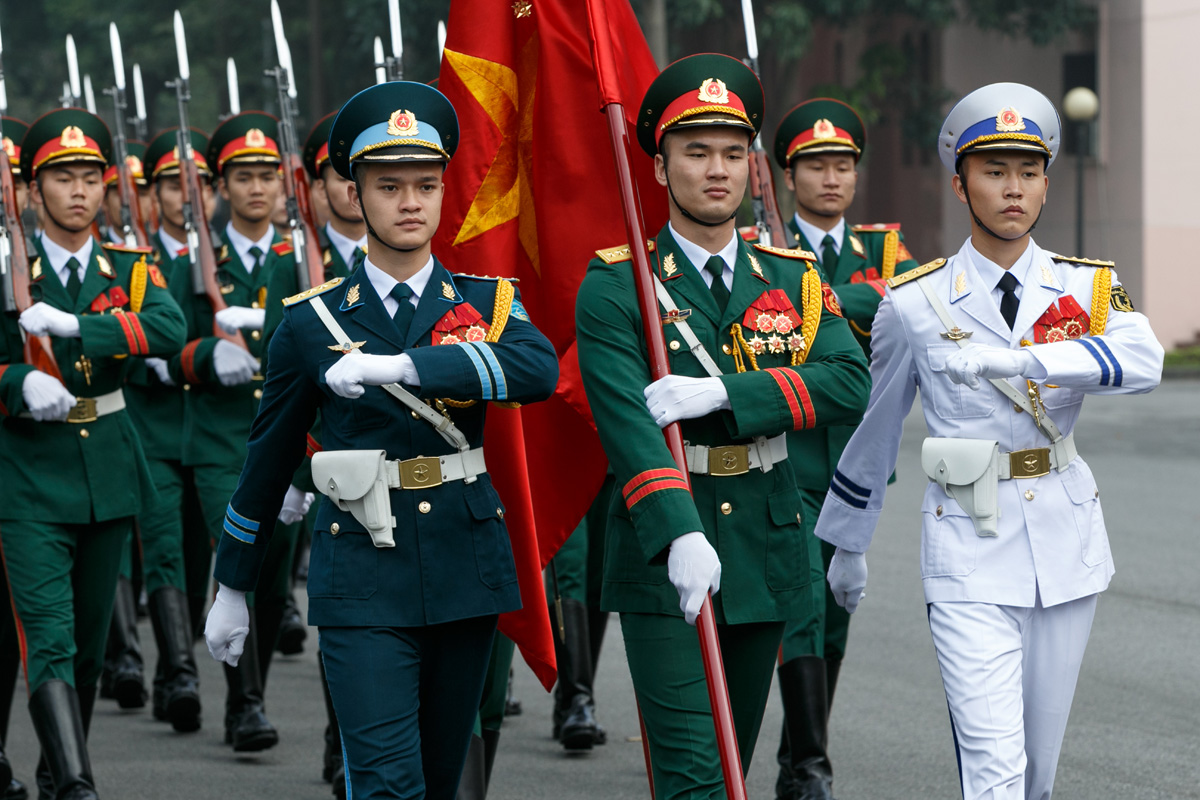
Почётный гвардейский батальон Вьетнамской народной армии Министерства обороны.

### Командная структура
В соответствии с Конституцией Социалистической Республики Вьетнам 1992 года министерство обороны осуществляет руководство Народной армией Вьетнама и другими военизированными формированиями. Организационно министерство состоит из центрального аппарата, Генерального штаба, Главного политического департамента Народной армии и других департаментов.
Генеральный штаб является командующим и координирующим органом Вьетнамской народной армии и других военизированных формирований. В настоящее время его возглавляет начальник Генерального штаба и заместитель министра обороны генерал-полковник Нгуен Тан Кыонг, который также будет исполнять обязанности министра в случае его отсутствия. Главный политический департамент, в настоящее время возглавляемый генерал-полковником Нго Суан Литем, отвечает за политическую и моральную стороны воинской службы. Также он управляет управляет системой военного суда и прокуратуры.
Главный политический департамент находится под руководством Секретариата и часто работает под непосредственным руководством Центральной военной комиссии. Другими департаментами министерства являются Главный технический департамент, Главный департамент логистики, Главный департамент военной промышленности и производства и Главный департамент военной разведки (или Главный департамент 2). Непосредственно под руководством министерства также находятся Департамент поисково-спасательных операций и Департамент внешних связей.
Командная структура министерства координируется Центральным офисом, который одновременно является офисом Центрального партийного комитета вооружённых сил.

### Составные части

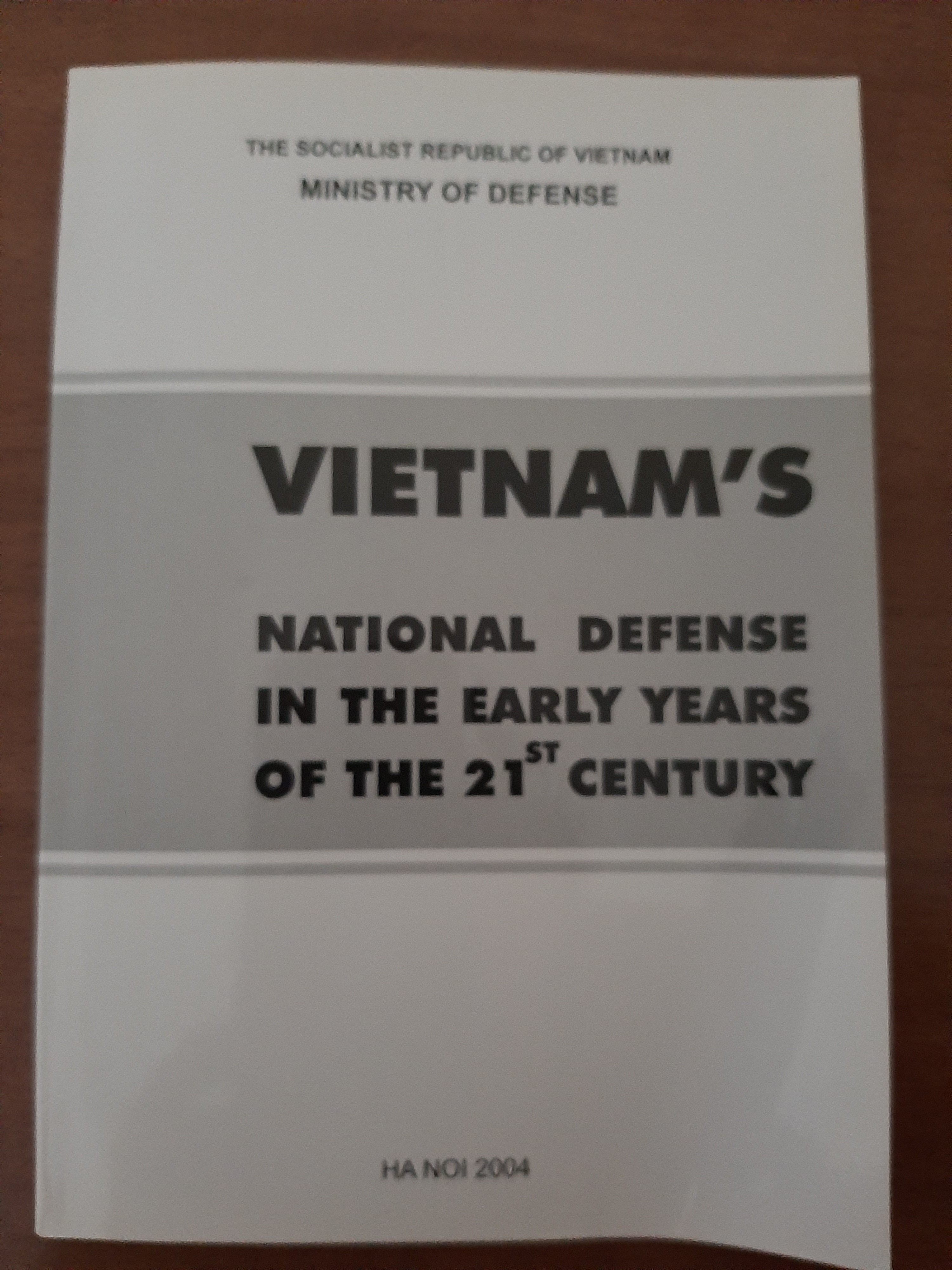
Обложка книги об оборонной политике Вьетнама 2004 года.

Министерство обороны является высшим командованием Вьетнамской народной армии, в состав которой входят несколько родов войск и армейских корпусов, Вьетнамские народные сухопутные войска, Вьетнамский народный флот, Вьетнамские народные военно-воздушные силы и ПВО, Силы пограничной охраны Вьетнама и Береговая охрана. Для организации военных действий и подразделений территория Вьетнама делится на 7 военных районов и столичное верховное командование, в котором находится район Ханоя.
Основой вооружённых сил Вьетнама является Вьетнамская народная армия (ВНА) с регулярными силами в 450 000 солдат и офицеров и резервными силами в размере около 5 миллионов человек. Наземные подразделения ВНА состоят из четырёх армейских корпусов: 1-го, 2-го, 3-го и 4-го; шести родов войск: артиллерия, бронетанковые войска, сапёры, связь, инженерные и химвойска; семи военных округов и одного командования: 1-й, 2-й, 3-й, 4-й, 5-й военный округа, 7-й военный округ, 9-й военный округ и верховное командование столицы города Ханоя. Пограничная служба, береговая охрана, военно-воздушные силы, противовоздушная оборона и военно-морской флот организованы как рода войск ВНА, в частности, военно-морской флот разделён на пять военно-морских районов (с 1-го по 5-й).
Кроме того, Министерство обороны также управляет системой академий, университетов и научно-исследовательских институтов: 21 академия, университеты и один колледж. Главная академия министерства — Вьетнамская академия обороны, единственное учреждение стратегической подготовки офицеров. Министерство обороны имеет свои собственные коммерческие предприятия, среди которых Viettel Mobile, один из ведущих операторов мобильной связи во Вьетнаме.

## Бюджет
Годовой бюджет Министерства обороны составляет примерно 2 % ВВП Вьетнама. Основная часть бюджета используется для содержания офицеров, сержантов, солдат и поддержания их боеготовности. Ниже приведены бюджеты министерства за последние годы:
| Год                   | 2005    | 2006   | 2007    | 2008    |
| ВВП Вьетнама          | 839211  | 973791 | 1143442 | 1490000 |
| Бюджет министерства   | 16278   | 20577  | 28922   | 27024   |
| % на ВВП              | +1872 % | 2194 % | 2529 %  | 1813 %  |
| Единица: млрд. донгов |         |        |         |         |